# روي باتاكا
روي باتاكا (بالبرتغالية: Rui Pataca‏) هو مدرب كرة قدم ولاعب كرة قدم برتغالي في مركز الهجوم، ولد في 8 مايو 1973 في لواندا في أنغولا. لعب مع لوليتيانو ونادي بيلينينسش ونادي كريتيل ونادي مونبلييه.

## وصلات خارجية
- روي باتاكا على موقع رابطة كرة القدم الفرنسية للمحترفين (الإنجليزية)
- روي باتاكا على موقع قاعدة بيانات كرة القدم.إي يو (الإنجليزية)
- روي باتاكا على موقع ليكيب (الفرنسية)